# Юнацька вулиця (Київ, Солом'янський район)
Юнацька ву́лиця — вулиця в Солом'янському районі міста Києва, селище Жуляни. Пролягає від Журавлиної вулиці до кінця забудови. Прилучається Практична вулиця.

## Історія
Виникла в середині 2010-х років. Сучасна назва — з 2015 року.